# 再閔
もしかして
- 冉閔

ではありませんか？